# Lommaryd

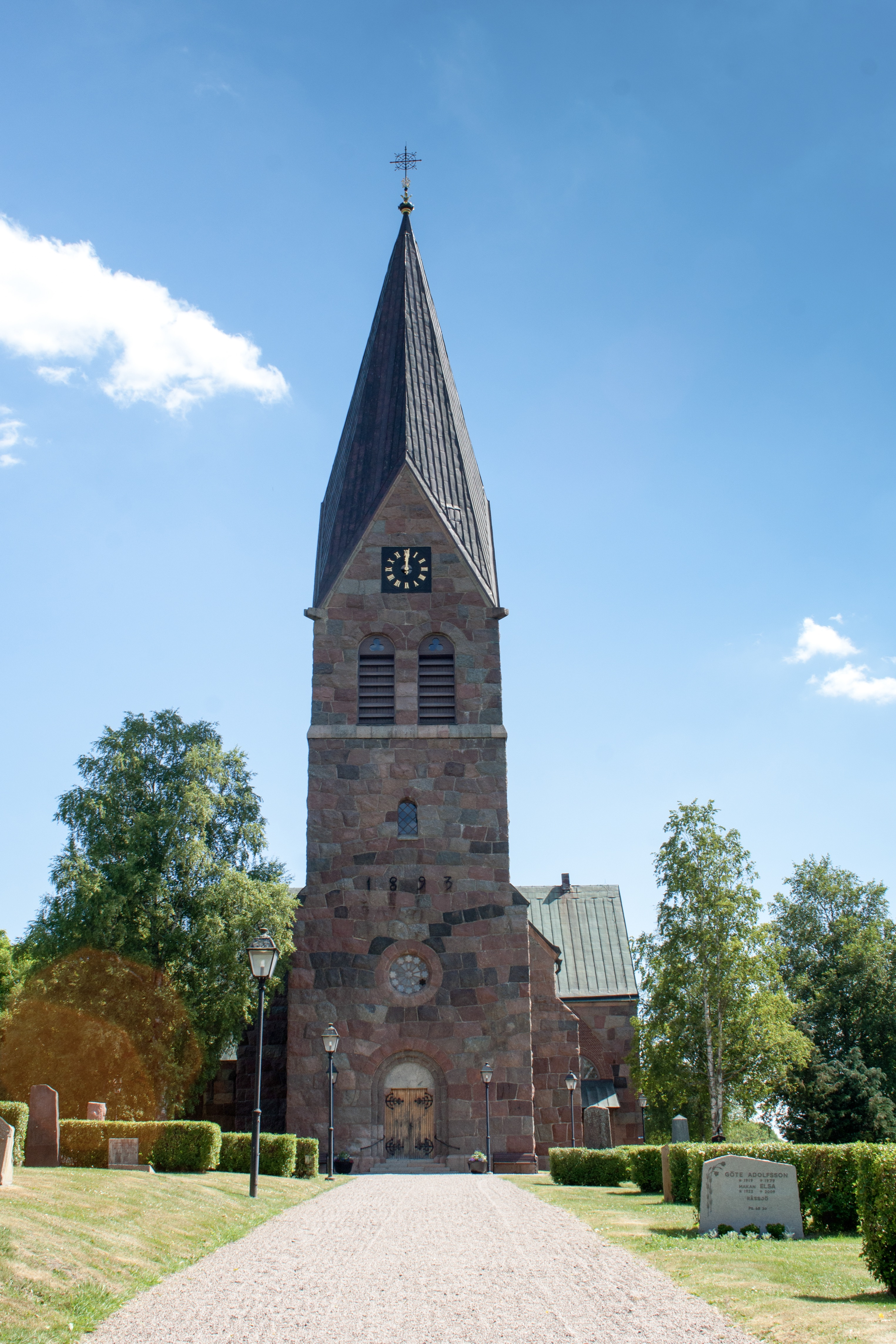
Lommaryds kyrka

Lommaryd är en ort i Aneby kommun i Jönköpings län, kyrkby i Lommaryds socken, som ligger nordväst om Aneby.
I byn ligger Lommaryds kyrka.
I Lommaryd uppmättes den 13 och 14 januari 1918 den kallaste temperatur som uppmätts i Götaland, -38,5 grader.
Detta gäller ännu 2022 som köldrekord för Götaland.